# Avalites
Avalites (Avalitae) fou un poble de la costa de la mar Roja, que tenia una ciutat (ciutat dels avalites) esmentada per Claudi Ptolemeu a la seva Geographica, vers l'any 150. Ptolemeu diu que els nubes (nubae) vivien a l'oest dels avalitae. Molts autors situen aquestos avalitae a la costa del golf d'Aden, potser a la moderna Zeila. Entre els nubes i el Nil, Ptolemeu esmenta diverses tribus.
Ptolemeu esmenta el golf Aduliticus (on situa una península muntanyosa, la ciutat d'Adulis poblada pels adulitae, el cap de Sarturni, el port Antiphili, la vila de Mandaith i la ciutat d'Arsinoe) i després diu que segueix l'estret de la mar Roja (amb una ciutat de nom Dire a un promontori), i després la badia dels avalites, amb el mercat, un mercat de nom Malao, un mercat de nom Mondu, un mercat i promontori de nom Mosylum, un mercat de nom Cobe, les muntanyes Elephas, el mercat d'Acanna, i el mercat i promontori d'Aromata. Després d'això ja ve la badia de Barbària (amb la vila de Pano, el mercat de Opone, el promontori Zingis, les muntanyes Phalangis, la vila Apocopa, el promontori Austri Cornu, una costa curta, una costa llarga, la vila d'Essina, l'empori de Sarapionis, el mercat de Tonice, la desembocadura del riu Rhaptus, la ciutat de Rhapta que era la principal de Barbària i estava propera a la mar, i el promontori de Rhaptum).
Les identificacions bíbliques són: els obal, abil o ebal, esmentats a la Bíblia com a descendents de Joctán (Gènesi 10:28), que eren una tribu d'Aràbia (un districte del Iemen portà aquest nom) foren identificats pert Bochart com els avalitae, que s'haurien traslladat a la costa africana. I descendents d'Havilah (hebreu: חוילה, Chăvı̂ylâh) fill de Cush esmentat al Gènesi 10:7, el suposat ancestre dels pobles negres orientals i australians, que pel seu germà Seba, que hauria emigrat a Etiòpia, hauria originat als avalites.